# Marte Mapu
Marte-Myles Mapu (Hawthorne, California; 8 de noviembre de 1999) más conocido como Marte Mapu, es un jugador profesional estadounidense de fútbol americano, se desempeña en la posición de linebacker en New England Patriots, en la National Football League (NFL).

## Carrera
Hizo su debut profesional con el equipo New England Patriots, lleva jugando una temporada, comenzó en el 2023.